# Prawo Delpecha-Wolffa
Prawo Delpecha-Wolffa od nazwisk Jacques Mathieu Delpecha i Juliusa Wolffa.
Pierwsza część (prawo Wolffa) dotyczy prawidłowego wzrostu kości. Tkanka kostna podlega mineralizacji poprzez formowanie beleczek kostnych które postępuje wzdłuż linii sił mechanicznych działających na kość. Obciążanie tkanki kostnej jest jednym z głównych czynników stymulujących jej tworzenie. Wyeliminowanie tych sił prowadzi do zaniku kości, czyli osteoporozy. Najczęściej tego typu osteoporoza występuje u chorych długotrwale unieruchomionych (opatrunku gipsowe, poudarowe niedowłady połowicze, chorzy obłożni, długotrwale nieprzytomni, przebywający w OIOM). Znacznego stopnia odwapnienie kośćca występuje u kosmonautów długotrwale przebywających w stanie nieważkości.
Każdej zmianie kształtu i funkcji kości, lub samej funkcji kości towarzyszą określone zmiany wewnętrznej budowy i wtórnie zmiana jej wytrzymałości ("Every change in form and function of a bone, or in its function alone, is followed by certain definite changes in its internal architecture and equally definite secondary alteration in its mathematical laws.")
Druga część teorii (prawo Delpecha) mówi, że prawidłowy wzrost kości, który może nastąpić jedynie pod warunkiem działania równomiernie rozłożonych sił nacisku i pociągania. Przy nadmiernym, patologicznym, często niesymetrycznym obciążeniu kości zbyt duży nacisk powoduje zahamowanie lub zatrzymanie wzrostu kości po stronie, na którą działa, powodując sklerotyzację i zahamowanie wzrostu oraz jednocześnie wywołując odwapnienie i osłabienie tej samej kości w strefie rozciągania. Jest to jedna z teorii progresji skolioz).